# Monte Kaschak
Il Monte Kaschak (in lingua inglese: Mount Kaschak) è una montagna antartica, alta 1.580 m, situata 7 km a ovest del Gambacorta Peak, nel Neptune Range, che fa parte dei Monti Pensacola in Antartide.
Il monte è stato mappato dall'United States Geological Survey (USGS) sulla base di rilevazioni e foto aeree scattate dalla U.S. Navy nel periodo 1956-66.
La denominazione è stata assegnata dall'Advisory Committee on Antarctic Names (US-ACAN) in onore di John P. Kaschak, addetto alla manutenzione degli aerei presso la Stazione Ellsworth durante l'inverno del 1958.